# Дизель-электрическая подводная лодка
Дизель-электрическая подводная лодка (ДПЛ, ДЭПЛ) — подводная лодка, оснащённая дизельными двигателями для надводного хода и электромоторами для передвижения под водой.
Первые дизель-электрические подводные лодки были созданы в начале XX века, когда были созданы сравнительно совершенные дизельные двигатели, довольно быстро вытеснившие из подводного кораблестроения бензиновые и керосиновые моторы, а также паровые установки, применявшиеся ранее. Двойная схема двигателей — дизельный ход на поверхности и электромоторы под водой — позволила достичь одновременно высокой автономности плавания (в годы Первой мировой войны автономность уже измерялась тысячами миль), и значительного времени хода в подводном положении (не менее 10 часов экономическим ходом). В сочетании с отсутствием опасности взрыва бензиновых паров или паровых котлов эти достоинства сделали подводные лодки реальной боевой силой и обусловили их популярность и широкое применение. В период с 1910 по 1955 годы по дизель-электрической схеме за некоторыми исключениями строились все существовавшие подводные лодки.

## История

### Предшественники
До появления ДЭПЛ существовали подводные лодки на мускульной тяге (H. L. Hunley, лодка Шильдера и многие аналогичные подводные лодки раннего периода), чисто-электрические аккумуляторные («Жимнот», современные мини-подлодки), с единым неатомным двигателем, в том числе — чисто-дизельные, бензиновые («Почтовый» Джевецкого) и с пневматическим двигателем (лодка Александровского), паро-электрические («Нарвал» М. Лобефа).
Идея установки на подводные лодки дизельного двигателя предлагалась различными конструкторами уже вскоре после его появления, но первые дизели не могли быть установлены на подлодках из-за своей ненадёжности и громоздкости. Непосредственными предшественниками дизелей на лодках были бензиновые и керосиновые двигатели, однако их применение несло с собой опасность возгорания паров токсичного и летучего топлива.
Развитие дизелей позволило массово использовать их на подлодках лишь за несколько лет до Первой мировой войны.

### Дальнейшее развитие
После появления в 1950-е годы атомных подводных лодок, стало принято подразделять по типу энергетической установки на две основные категории: атомные и неатомные.
В настоящее время США, Великобритания и Франция полностью прекратили строительство неатомных подводных лодок; Соединенные Штаты в последний раз приняли на вооружение неатомную подводную лодку в 1950-х годах.
Ещё три страны, Россия, Франция и Китай, имеют комбинированный атомно-неатомный подводный флот, в клуб вошла и Индия, арендовав в 2012 году АПЛ у России.
Подводный флот остальных стран полностью состоит из дизель-электрических подлодок разной степени совершенства. Основными проектантами современных неатомных подводных лодок являются Германия, Швеция, Россия, Франция. Разработанные ими проекты идут на экспорт в остальные страны либо в виде полностью готовых кораблей, либо в виде проектной и технологической помощи в строительстве.
Современные неатомные подлодки отличаются малошумностью (при движении от АБ или топливных элементов), относительной простотой обслуживания, маневренностью, и ввиду этих качеств могут приближаться по боевой эффективности к небольшим атомным подводным лодкам. Помимо обычного торпедного вооружения, на них нередко применяется крылатые или даже иногда баллистические ракеты.
Возможности подводных лодок с анаэробными двигателями Стирлинга были продемонстрированы в ходе двух учений в Атлантике, прошедших в 2003 году, когда шведская лодка Halland (тип «Готланд») «победила» в дуэльной ситуации испанскую подлодку с обычной дизель-электрической установкой, а затем и французскую атомную ПЛ.
В Средиземном море Halland одержала верх в «дуэли» с американской атомной подлодкой USS Houston (тип «Лос-Анджелес»); при этом стоимость Halland была в 4,5 раза ниже своих атомных соперников.

## Задачи
Одной из задач ДЭПЛ является защита атомных подводных крейсеров стратегического назначения (АПКСН) на этапах выхода из портов на простор Мирового океана и возвращения к месту постоянной дислокации. АПКСН нуждается в защите от многоцелевых субмарин (на Западе их называют hunter-killer — охотники-убийцы) на подступах к базе, где шансы его обнаружения средствами гидроакустики высоки (в случае удачи охотника, он постарается маневром сесть на хвост, записать гидроакустический портрет своей добычи и в случае получения соответствующего приказа атаковать атомоход), задача сил ближней морской зоны — предотвратить подобный сценарий.

## Разновидности СЭУ
Обычно, к группе неатомных лодок относят дизель-электрические и дизель-стирлинг-электрические (ДСЭПЛ) подводные лодки.
В чистом виде дизель-электрическая схема движения в проектах подводных лодок XXI века не применяется. Её развитием стали:
- Подводные лодки с полным электродвижением: основным двигателем является электромотор, питаемый от развитых аккумуляторных батарей. Перезарядка батарей осуществляется в надводном положении или на перископной глубине (при поступлении воздуха через шахту РДП) при помощи дизель-генератора, который выгодно отличается от дизельных двигателей значительно меньшими габаритами, что достигается за счёт повышения номинальных оборотов вращения вала и отказа от реверсивности. Такие подводные лодки строятся в России и некоторых других странах.

- Подводные лодки на топливных элементах — усовершенствование схемы с полным электродвижением. Для движения экономическим ходом используются кислородно-водородные топливные элементы. Их работа практически бесшумна, что позволяет резко снизить шумность ПЛ. Такие лодки разработаны в Германии и производятся для собственных нужд, для Италии, и для Южной Кореи (проект 212, проект 214). Стоимость их заметно выше дизельных[4].

- Дизель-Стирлинг-электрические подводные лодки — отличительной их особенностью является применение для экономичного хода двигателя системы Стирлинга, позволяющего экономить заряд аккумуляторных батарей и резко увеличивающего время непрерывного нахождения под водой без всплытия. Являются ноу-хау Швеции, ведущим производителем подобных кораблей является шведская компания Kockums (тип «Готланд»).

5 марта 2020 года в состав Морских сил самообороны Японии принята первая в мире боевая подводная лодка с литий-ионными (а не традиционными свинцово-кислотными) аккумуляторами — «Oryu» типа Soryu.

## Альтернативы и недостатки
Главным недостатком дизель-электрической схемы является средство достижения её же главных достоинств — фактическое наличие двух двигательных схем: дизельных двигателей (с запасом солярки) и электромоторов (требующих мощных аккумуляторных батарей, определяющих подводную автономность корабля). Это приводило к повышенной сложности внутреннего устройства лодки, увеличению численности экипажа (для обслуживания дизелей, электромоторов, аккумуляторов), а следовательно — к ухудшению и без того посредственных условий обитания подводников. Поэтому параллельно со строительством ДЭПЛ во многих странах производился поиск схемы «двигателя единого хода» для надводного и подводного движения, а также каких-то других неатомных анаэробных энергоустановок.
Параллельно шло развитие проектов, устраняющих ещё один недостаток дизель-электрической схемы — сравнительно низкую подводную скорость, обусловленную небольшой ёмкостью аккумуляторных батарей и более низкой, по сравнению с дизелями, мощностью электромоторов. Самым успешным оказалось применение парогазотурбинной энергетической установки, работающей на перекиси водорода, реализованной в проектах немецкого конструктора Гельмута Вальтера времён Второй мировой войны. После 1945 года разработка парогазотурбинных двигателей некоторое время велась в Великобритании и СССР, однако ввиду высокой пожароопасности от этой концепции отказались в пользу атомной силовой установки.